# 漆泽卵蛤
漆泽卵蛤（学名：Hyphantosoma limatulum），是帘蛤目帘蛤科Hyphantosoma属的一种。主要分布于中国大陆、台湾，常栖息在潮间带低潮带大叶藻滩。